# Jamgon Ju Mipham Gyatso
Pour les articles homonymes, voir Gyatso.
Jamgön Ju Mipham, ou འཇུ་མི་ཕམ་འཇམ་དབྱངས་རྣམ་རྒྱལ་རྒྱ་མཚོ Ju Mipham Jamyang Namgyal Gyamtso (1846–14 juin 1912) (plus connu comme "Mipham Rinpoché") était un grand érudit tibétain de l'école Nyingmapa, la première école bouddhiste du Tibet.

## Biographie
Il naquit au Tibet oriental. Il fut disciple de Patrül Rinpoché, Jamgon Kongtrul Lodrö Thayé et surtout Jamyang Khyentsé Wangpo, qui le considérait comme son fils spirituel.
Jamyang Khyentsé Wangpo était la figure principale du mouvement « non sectaire » (Rimé) à la fin du XIXe siècle dans le Tibet oriental. C'est lui qui incita Mipham Rinpoché à donner une forme définitive et parfaitement cohérente à la doctrine de l'école  Nyingmapa. Mipham Rinpoché se montra, en philosophie, le digne continuateur de Rongdzom Tchökyi Zangpo et surtout de Longchenpa (1308-1364) mais utilisa aussi la pensée du philosophe indien Shantarakshita (VIIIe siècle) et surtout du grand penseur sakyapa Gorampa (1429-1489) pour articuler clairement le Mahayana, en particulier le Madhyamaka, avec les doctrines tantriques et Dzogchen des Nyingmapa. En effet, Stéphane Arguillère écrit:

« Mipham s'est inspiré de Longchen Rabjam  [pour] la vue ultime [...] puisqu'il considérait visiblement les traités de cet auteur, tel le Trésor de l'élément Réél Le deuxième Dzödun de Longchenpa comme le nec plus ultra de la pensée de la contemplation. [Cependant], Mipham [n'est pas] fidèle à la lettre de Longchenpa dans son interprétation du Madhyamaka : il va beaucoup plus loin que son lointain devancier dans le sens d'une quasi-fusion du  Madhyamaka et du Dzogchen. »

Et il ajoute :

« Mipham comme interprète du Madhyamaka; est largement fidèle à la pensée de Gorampa. [...] Sur plusieurs points, Mip'am Rinpoché reprend, en effet, presque jusqu'à la paraphrase, les objections soulevées par Gorampa [...] contre la doctrine de Tsongkhapa (1357-1419). »

Mipham Rinpoché écrivit des commentaires majeurs sur le Madhyamaka, le Bodhicaryāvatāra de Shantideva et le Guhyagarbha tantra. Il s'intéressa à tous les domaines: astronomie, médecine, peinture, etc. Sogyal Rinpoché écrivit à son propos:

« [il] était une sorte de Léonard de Vinci de l'Himalaya et l'on dit qu'il inventa une horloge, un canon et un avion. »

Mipham Rinpoché eut toute sa vie une grande fascination pour l'Épopée du roi Gesar qui est le poème épique le plus important des populations tibétaines probablement écrit au XIIe siècle. Gesar de Ling est considéré au Tibet comme l'incarnation de Padmasambhava et le symbole du guerrier spirituel. Mip'am Rinpoché rassembla de nombreuses traditions concernant Gesar et contribua à la diffusion de son culte. Il a composé de nombreuses prières le concernant utilisées très souvent encore à l'heure actuelle dans l'école Nyingmapa.
Il eut de nombreux disciples dont Jigmé Tenpé Nyima et Tertön Sogyal.
Il est mort le 14 juin 1912 dans son ermitage dans le Dergué, à proximité de la maison de la famille de Dilgo Khyentse Rinpoché.

## Œuvre
L'opalescent joyau (Nor-bu ke-ta-ka) a été traduit en français et commenté par Stéphane Arguillère. L'opalescent joyau a été écrit par Mip'am Rinpoché en 1878. Il s'agit d'un commentaire du neuvième chapitre du Bodhicaryāvatāra du philosophe indien Shantideva (vers 685-763).
Le livre majeur de  Mip'am Rinpoché est Ngeshé Drönmé, « le phare de la certitude ». 

## Philosophie
À la demande de son maître spirituel Jamyang Khyentsé Wangpo, Mipham Rinpoché a construit un exposé très cohérent de la doctrine Nyingmapa. Pour cela, il s'est basé sur l'œuvre de son illustre prédécesseur Longchenpa (1308-1364). Mais il a articulé plus clairement et plus explicitement les doctrines du Mahayana avec celle du Dzogchen. Il s'inspire pour cela toujours de l'œuvre de Longchenpa mais va plus loin et reprend systématiquement les interprétations philosophiques du maître sakyapa Gorampa  (1429-1489) du Mahayana. C'est ce que dit Stéphane Arguillère:

« Sur la question des classifications tibétaines relatives au Madhyamaka, comme sur bien d'autres, la position de Mipham semble pouvoir être décrite comme une synthèse des doctrines de Longchenpa et Gorampa (1357-1419). »

La pensée de Mipham Rinpoché est très hiérarchisée, avec différents niveaux, chaque niveau synthétisant et dépassant les niveaux inférieurs.  Les trois principaux niveaux sont: 1) la description idéaliste de l'école Cittamatra de la vérité relative, 2) la description de la vérité absolue par l'école Madhyamaka et 3) l'union des deux vérités par le Dzogchen.
Stéphane Arguillère explique, en effet, que pour Mipham Rinpoché

« chaque système [ici, chaque niveau] surpasse le système inférieur, mais sans en faire table rase : l'inférieur est médiation pour accéder au supérieur enveloppe en quelque sorte l'inférieur. »

Et que 

« chez lui, les doctrines idéalistes du Cittamatra (selon laquelle chaque esprit ne perçoit que soi-même sous la forme pseudo-objective des situations auxquelles son Karma le confronte) sont pour ainsi dire intégrées, disons comme un moment du système, même si elles ne le sont qu'à l'état 
dissout par le moment négatif (constitué par la doctrine de la vacuité du Madhyamaka) et sublimé dans le moment absolu de ce système, à savoir la doctrine du Dzogchen. [...] La fonction de la philosophie du Milieu (Madhyamaka) dans le système de Mipham est celle, justement, du milieu, du moyen terme - le moment négatif entre l'idéalisme semblable à celui du Cittamatra et une présentation de l'absolu dont le détail est propre au Tantrisme ou Vajrayana, et notamment au Dzogchen. »

La pensée de Mipham se présente donc en trois niveaux:
1) Pour décrire la vérité relative (le monde tel que nous le percevons), Mipham adopte l'approche de l'école idéaliste bouddhique du Cittamatra. Il adopte leur dispositif en huit consciences: les phénomènes apparaissent par auto-production de l'esprit, c'est-à-dire qu'ils apparaissent par déploiement des traces karmiques (vāsāna) déposée dans la huitième conscience, l'Ālayavijñāna. Cependant, contrairement au Cittamatra, Mipham ne tiendra jamais la conscience libérée de la dualité sujet/objet comme existant intrinsèquement. Autre différence: comme Shantarakshita (début du VIIIe siècle -783 ?) et Longchenpa, Mipham déclare que si les phénomènes à l'état de veille sont bien de la nature de l'esprit, il ne faut pas pour autant en déduire que ces phénomènes sont identiques à l'esprit (sinon cela induirait de nombreuses contradictions soulignées par le Madhyamaka: cela reviendrait à dire que le monde que nous percevons est exactement de la même nature que les rêves). Stéphane Arguillère déclare, en effet:

« Pour Mipham, les thèses de l'idéalisme bouddhique [le Cittamatra] sont bien la meilleure caractérisation de la réalité de surface, à condition que l'on ôte toute scorie de réalisme (à savoir, le fait que l'esprit est réel). »

La doctrine Cittamatra offre une assise très solide aux enseignements « fondamentaux » du Bouddha : les Quatre nobles vérités, la Coproduction conditionnée, la loi du Karma. Ces deux dernières sont comprises comme des processus internes à la conscience. Le fait d'adopter l'approche Cittamatra pour décrire la vérité relative est spécifique à Mipham et Longchenpa. En particulier, ce n'est pas le cas de l'école tibétaine Gelugpa (celle des dalaï-lamas) qui domina le Tibet à partir du XVIIe siècle. Cette dernière suit la doctrine de Tsongkhapa (1357-1419), le fondateur de l'école Gelugpa, qui préconisait d'adopter simplement les « vues du monde » pour la vérité relative.
2) Si le Cittamatra est la meilleure école pour décrire la vérité relative, il ne peut pas décrire la vérité absolue qui relève du Madhyamaka. Le Madhyamaka joue ici un rôle moins important que dans l'école Gelugpa: il sert surtout à éliminer définitivement toute forme de substantialisme (puisque pour le  Madhyamaka, aucun phénomène sans exception n'a d'existence intrinsèque) en particulier au niveau de l'esprit. Contrairement à  Tsongkhapa, Mipham comme Gorampa et Longchenpa considère que la différence entre 
madhyamaka prāsangika et madhyamaka svātantrika est purement pédagogique même s'il dit que madhyamaka prāsangika est supérieur au madhyamaka svātantrika. Les madhyamaka svātantrika posent l'existence des phénomènes singuliers et individuels dotés d'une efficience (c'est-à-dire capables d'agir) comme réel au niveau relatif et provisoire. Ce qui leur permet, en posant l'existence des phénomènes dont ils parlent, d'utiliser la logique, en particulier le syllogisme pour démontrer, ultimement, la vacuité de ces phénomènes. Les  madhyamaka prāsangika refusent de poser l'existence du moindre phénomène même du point de vue relatif et provisoire et n'utilisent que la réfutation de tous les points de vue pour arriver à la vacuité. Stéphane Arguillère l'explique:

« Selon l'école Gelugpa [qui est madhyamaka prāsangika], les Prāsangika n'admettent pas l'existence « en tant que singuliers réels » même en réalité de surface, à la différence des svātantrika. Autrement dit, ils n'admettent pas que l'on pose que ce qui fait la réalité d'un phénomène superficiel, c'est son efficience [...]. Il leur semble que cela impliquerait un résidu de réalisme incompatible avec la compréhension qu'ils jugent de la vacuité. Mipham ne souscrit pas du tout à [cette] idée. »

Il y a une autre différence entre Mipham et Tsongkhapa et son école Gelugpa qui est plus importante encore. En effet, pour Mipham comme pour Longchenpa et Gorampa, si le Madhyamaka est ce qui mène à l'absolu, il ne peut pas être le dernier mot sur l'absolu. En effet, le Madhyamaka ne définit l'absolu que de façon négative: en niant tout ce qu'il n'est pas.  Mais pour Mipham, s'arrêter là comme le fait Tsongkhapa est insuffisant pour plusieurs raisons: on ne peut décrire l'absolu, on ne dit rien sur la faculté qui permet de faire l'expérience de cet absolu et, d'autre part, à force de tout nier, on finit comme le sophiste ou le nihiliste à se contredire soi-même puisqu'il faut bien supposer que son propre discours ait un sens, ce qui nécessite de poser quelque chose de positif,.
Plus grave encore, le fait de tout nier sur le plan absolu peut être compatible avec n'importe quoi sur le plan relatif: comment, alors, fonder les enseignements du Bouddha comme la loi du Karma ? Mipham a eu une conscience très aigüe de ce dilemme qu'il expose dans L'opalescent joyau. À ce propos, Stéphane Arguillère explique que

« Un contradicteur imaginaire soumet le Madhyamaka à un dilemme : ou bien vos raisonnements sont fondés dans l'absolu, ou bien ils ne le sont pas. La première hypothèse est contradictoire avec le Madhyamaka [...] ou bien ces raisonnements ne sont pas fondés (ce qui serait plus conforme à la doctrine du Madhyamaka), mais alors, leur force probante n'est-elle pas nulle? »

Ce dilemme est bien connu en occident où il apparaît comme le paradoxe d'Épiménide ou Paradoxe du menteur. Il a été exposé par Platon dans la neuvième hypothèse de son   Parménide et étudié formellement par Bertrand Russell. Pour résoudre le dilemme, Mipham doit construire un système hiérarchisé de niveaux où il pose tout en haut, avec le Dzogchen, « l'idée d'un absolu se connaissant soi-même intrinsèquement et donc éternellement. »
3) Pour Mipham Rinpoché comme pour Longchenpa la totalité du Bouddhisme ne prend son sens véritable qu'au niveau du Dzogchen. Ce dernier est la clef de voûte qui tient et donne un sens à tout l'enseignement du Bouddha,. En d'autres termes, c'est le Dzogchen seulement qui donne la signification ultime et définitive de l'Éveil du Bouddha.  Stéphane Arguillère explique la position de Mipham Rinpoché:

« Un Bouddha n'a pas d'esprit, mais une connaissance principielle (yeshe en tibétain, jnana en sanscrit) qui, en un sens, est la lumière même de l'absolu. Cette idée est, philosophiquement, le principe même du Dzogchen. [...] Cette connaissance principielle est la même chose que l'absolu, l'absolu même qui se révèle à sa propre lumière »

Cette connaissance principielle est ce qui se révèle lorsque l'esprit ordinaire conceptuel s'évapore. C'était précisément l'objectif du Madhyamaka de déconstruire cet esprit ordinaire. Mais contrairement au Madhyamika et à des maîtres comme Tsongkhapa, Mipham Rinpoché à la suite de son modèle Longchenpa ne s'arrête pas à cette déconstruction et à une présentation purement négative (où l'on nie ce que l'absolu n'est pas) de la réalité ultime. Au contraire, et c'est toute la spécificité de la doctrine Nyingmapa fondée par Longchenpa et Mipham, de fonder toute l'approche sur le « fruit »
(et pas sur la « base » ou le « chemin » comme les autres écoles bouddhistes), c'est-à-dire sur la réalisation, la vue de l'absolu. Stéphane Arguillère le dit explicitement:

« Quant à la doctrine, Longchenpa [Mipham reprendra exactement cette doctrine] se distingue de tout autre philosophe tibétain (à notre connaissance) en ce qu'il pense tous les aspects de la doctrine à partir de la méditation sur le « fruit » sur la nature de l'état d'Éveil. Grossièrement, on pourrait dire que la tendance générale des philosophes Mahayana, notamment au Tibet, est de considérer que ce qui doit avant tout être pensé, c'est la « base », c'est-à-dire, la nature ultime des choses, ou l'absolu, d'une part, et la condition de l'individu égaré dans le samsara, d'autre part, c'est-à-dire l'aspect superficiel de notre situation [et donc le chemin]. »

D'autre part, Mipham a une conscience aiguë que la justification philosophique de la totalité de l'enseignement du Bouddha repose sur cette Intelligence (Rigpa) primordiale, incréée, infinie, contenant tous les phénomènes possibles sous forme non manifestée et dont la totalité des phénomènes manifestés ne sont que le déploiement. C'est elle qui fonde tous les niveaux inférieurs, chacun dans son plan relatif, du bouddhisme: les enseignements fondamentaux du premier tour de roue du Dharma (les  quatre nobles vérités, la loi du karma), le Cittamatra qui explique, au niveau de la conscience la vérité relative, la coproduction conditionnée et le Madhyamaka qui mène à la vérité absolue (vacuité).
Pour la description de l'absolu, Mipham va reprendre intégralement la doctrine de Longchenpa qui repose elle-même  sur les textes et les pratiques du Dzogchen. Mipham va simplement reexposer tous les points de la pensée de Longchenpa sous une forme plus systématique et philosophique, car la pensée de Longchenpa s'exprime très souvent sous une forme surtout mystique et poétique et est donc assez difficile d'accès.

#### Traductions
- Mipham's Beacon of Certainty: Illuminating the View of Dzogchen, the Great Perfection Studies in Indian and Tibetan Buddhism, trad. John W. Pettit, Wisdom Publications, 2002,  (ISBN 0861711572) Traduction de Ngeshé Drönmé, « le phare de la certitude ».

- Mipham (trad. et présenté par Stéphane Arguillère), L'Opalescent Joyau. Commentaire du neuvième chapitre du Bodhicryâvatâra de Shântideva, Paris, Fayard, coll. « Trésors du bouddhisme », 2004, 311 p. (ISBN 978-2-213-61734-3)

#### Études
- Philippe Cornu, Dictionnaire encyclopédique du bouddhisme, Seuil, nouvelle éd. 2006
- Philippe Cornu, Padmasambhava,, Éditions du Seuil, 1997.
- Philippe Cornu, Longchenpa, la liberté naturelle de l'esprit (préface de Sogyal Rinpoché). Éditions du Seuil, coll. « Points. Sagesses » no 66, Paris, 1994.
- Sogyal Rinpoché, Le Livre tibétain de la vie et de la mort, Éditions La Table Ronde, 2003 /Livre de Poche, 2005
- Stéphane Arguillère, Profusion de la vaste sphère, Longchenpa, sa vie, son œuvre, sa doctrine. Peeters Publishers, Louvain, 2007  (ISBN 978-90-429-1927-3).
- Stéphane Arguillère, Le vocabulaire du bouddhisme. Ellipses, Paris, 2002  (ISBN 272980577X).
- Nyoshül Khenpo Rinpoché, Le chant d'illusion et autres poèmes, commenté et traduit par Stéphane Arguillère, 2000, Gallimard   (ISBN 2070755037)
- (en) Shantarakshita, The Adornment of the Middle Way: Shantarakshita's Madhyamakalankara with Commentary by Jamgon Mipham, trad. Pakmakara Translation Group, Shambhala Publications, 2005,  (ISBN 1-59030-241-9)
- (en) Lowell Cook, Tibetan Pure Land Buddhism: Mipham Rinpoche on Self Power and Other Power, Vajra Publications, 2019,  (ISBN 9789937733106).